# 張纂
張纂（？—550年代），字徽纂，代郡平城人，北魏、東魏及北齊官员。
張纂的父親張烈曾任桑幹太守。他最初於爾朱榮麾下當官，又擔任爾朱兆的都督長史，出使高歡被賞識。高歡在山東舉事義，劉誕據相州抵抗，其時張纂亦在相州。高歡攻破相州，提拔他擔任參丞相軍事。張纂擅長諂媚逢迎，對高歡近臣親近優待，補任行臺郎中；高歡決定削減自己國邑分授將士，他獲封壽張伯。魏孝武帝末年，高歡到洛陽，任命趙郡公高琛為行臺留守晉陽，他就擔任行臺右丞；之後轉任大丞相府功曹參軍事，除授右光祿大夫。
張纂出使茹茹，以遵奉命令符合上意，歷官中外、丞相二府從事中郎；邙山之戰中俘獲很多俘虜，高歡下令他押送鄴城，魏孝靜帝賜五百疋絹布給他，進封武安縣伯。不久他再次擔任高歡的行臺右丞，跟從征討玉壁；當時東魏軍隊回到山東，行經晉州事忽然下起寒雨，士兵饥饿寒冷，有人因此凍死，但晉州城士兵以邊境禁令不肯開城。張纂為別使遇見此事，立刻命令士兵開城，分寄東魏軍隊到各民家供應伙食，於是原來在城外的事兵都保全了，高歡聽聞此事表示赞许。
他侍奉高歡二十多年，通傳教令獲得親信賞識；到高澄繼任大丞相，侯景在潁川作亂，招引西魏軍隊，高澄就下令張纂出任南道行臺，和各將領討伐。回歸後，他除授瀛州刺史，高澄任命為太子少傅。後來他和平原王段韶、行臺尚書辛術等人圍攻東楚，攻下廣陵、涇州數城，斬殺叛軍將帥東方白額，授官儀同三司；出任監築長城大使，領數千步騎鎮守北方。回來後，遷任護軍將軍，在北齊天保年間去世。

## 引用
1. 1 2  《北齊書·卷二五·列傳第十七》：張纂，字徽纂，代郡平城人也。父烈，桑幹太守。纂初事尒朱榮，又為尒朱兆都督長史。為兆使於高祖，遂被顧識。高祖舉義山東，劉誕據相州拒守，時纂亦在其中。高祖攻而拔之，以纂參丞相軍事。
2. 1 2  《北史·卷六十七·列傳第五十五》：張纂，字徽纂，代郡平城人也。初事尒朱榮，又為尒朱兆長史，使於神武，遂被顧識。及相州城拔，參丞相軍事。
3. ↑  《北齊書·卷二五·列傳第十七》：纂性便僻，左右出內，稍見親待，仍補行臺郎中。高祖啟減國封，分賞文武，纂隨例封壽張伯。魏武帝末，高祖赴洛，以趙郡公琛為行臺，守晉陽，以纂為右丞。轉相府功曹參軍事，除右光祿大夫。
4. ↑  《北史·卷六十七·列傳第五十五》：封武安縣伯，累遷神武行臺右丞。
5. ↑  《北齊書·卷二五·列傳第十七》：使於茹茹，以銜命稱旨。歷中外、丞相二府從事中郎。邙山之役，大獲俘虜，高祖令纂部送京師，魏帝賜絹五百疋，封武安縣伯。
6. ↑  《北齊書·卷二五·列傳第十七》：復為高祖行臺右丞，從征玉壁。大軍將還山東，行達晉州，忽值寒雨，士卒饑凍，至有死者。州以邊禁不聽入城。于時纂為別使，遇見，輒令開門內之，分寄民家，給其火食，多所全濟。高祖聞而善之。
7. ↑  《北史·卷六十七·列傳第五十五》：從征玉壁，大軍將還山東，至晉州忽遇寒雨，士卒饑凍有死者。州以邊禁，不聽入城。時纂為別使，遇見，輒令開門內之，分寄人家，給其火食，多所全濟。神武聞而善之。
8. ↑  《北齊書·卷二五·列傳第十七》：纂事高祖二十餘歲，傳通教令，甚見親賞。世宗嗣位，侯景作亂潁川，招引西魏。以纂為南道行臺，與諸將率討之。還，除瀛州刺史。會世宗入為太子少傅。後與平原王段孝先、行臺尚書辛術等攻圍東楚，仍拔廣陵、涇州數城，斬賊帥東方白額。授儀同三司，監築長城大使，領步騎數千鎮防北境。還，遷護軍將軍，尋卒。
9. ↑  《北史·卷六十七·列傳第五十五》：纂性便僻，事神武二十餘歲，通傳教令，甚見親賞。文宣時，卒於護軍將軍。

## 延伸阅读
[在维基数据编辑]
 《北齊書·卷25》，出自李百药《北齊書》
 《北史·卷055》，出自李延壽《北史》